# 罗埠河
罗埠河，安徽省庐江县境内河流，是白石天河的主要支流之一，因流经庐城镇罗埠村（原罗埠乡）而得名。罗埠河源出鸭池山东麓的杨家山，经天河坝、南板桥，过罗家埠西，至向𤰙流入白石天河，全长27公里，流域面积211.6平方公里。